# Wojciech Tyc
Wojciech Tyc (ur. 15 maja 1950 w Bielsku-Białej) – polski piłkarz grający na pozycji napastnika. Wieloletni zawodnik Odry Opole. Reprezentant Polski.

## Kariera

### Wczesna kariera
Karierę rozpoczął w LZS Milówce, a już w 1967 roku w wieku 17 lat przeszedł do Unii Oświęcim, w której grał do 1971 roku. W celu podniesienia swoich piłkarskich umiejętności przeniósł się do drugoligowego AKS Niwka, ale ze względu na brak zgody na zwolnienie od działaczy z Unii Oświęcim, Tyc zadebiutował w tym klubie dopiero w rundzie wiosennej. W piętnastu meczach rundy wiosennej zdobył dla AKS-u 8 bramek dzięki czemu AKS utrzymał się w II lidze.

### Odra Opole
Po rocznym pobycie w AKS Niwka Tyca zauważyli działacze Odry Opole i w 1972 roku podpisał kontrakt z Niebiesko-czerwonymi. W pierwszym sezonie gry w Opolu zajął z Odrą 14.miejsce (ostatnie) na koniec sezonu, ale ze względu na rozszerzenie ligi w następnym sezonie do 16 zespołów Odra Opole pozostała w I lidze, ale zajęła ostatnie miejsce i spadła do II ligi.
Po objęciu w 1975 roku przez Antoniego Piechniczka funkcji trenera Odry, Tyc wygrał z Odrą II ligę w sezonie 1975/1976 i po dwóch latach Tyc ponownie grał z Odrą w ekstraklasie. Ponadto Wojciech Tyc został razem z Januszem Kupcewiczem z 14 golami królem strzelców zaplecza ekstraklasy.
W sezonie 1976/1977 Tyc zajął z Odrą w lidze dopiero 11.miejsce, ale 18 czerwca 1977 roku na Stadionie Miejskim w Częstochowie Odra grała z Widzewem Łódź w finale Pucharu Ligi. Niebiesko-czerwoni wygrali finał (3:1) a Tyc zdobył w tym meczu dwie bramki, dzięki czemu Odra z Tycem w składzie zdobyła swoje jak na razie dotąd jedyne trofeum w swojej historii i zapewniła sobie także jedyny w swojej historii start w europejskich pucharach, w którym odpadła w I rundzie z naszpikowaną gwiazdami reprezentacji NRD m.in. Joachim Streich, Jürgen Sparwasser itp. drużyną FC Magdeburg (porażka u 1:2 u siebie, remis 1:1 na wyjeździe).
W sezonie 1978/1979 zdobył z Odrą tytuł mistrza jesieni, ale w rundzie wiosennej Odra grała bardzo słabo i w efekcie zakończyła rozgrywki na 5.miejscu.
Potem Odrze w lidze wiodło się coraz gorzej i w 1981 roku Odra spadła II ligi, a Tyc po dziewięciu latach pobytu na Oleskiej opuszcza klub. Ostatni mecz jako Niebiesko-czerwony rozegrał w Warszawie 13 czerwca 1981 roku z Legią Warszawa i ten mecz zakończył się remisem (1:1), a Tyc zdobył w tym spotkaniu gola (ostatni gol Odry w ekstraklasie).

### Kariera we Francji
W 1981 roku przeniósł się do FC Valenciennes, której ówczesnym trenerem był Erwin Wilczek. Dla tej drużyny Tyc strzelił w Ligue 1 5 bramek w 22 spotkaniach.
Po roku gry w Valenciennes w 1982 roku przeniósł się do II-ligowej Amiens SC, a następnie w 1983 roku do występującej w IV-lidze US Argentan, gdzie zakończył swoją piłkarską karierę.

## Po zakończeniu kariery
Wojciech Tyc jest również absolwentem Wyższej Szkoły Inżynierskiej w Opolu. Po zakończeniu kariery wrócił do Opola, gdzie przez trzy lata był trenerem Niebiesko-czerwonych. Następnie przez 17 lat prowadził szkółkę piłkarską „Miliarderzy Opole”. Obecnie jest kierownikiem Centrum Sportu w Opolu.

## Reprezentacja
Swój jedyny mecz reprezentacji rozegrał dnia 12 listopada 1977 roku we Wrocławiu w meczu ze Szwecją zastępując w 87 minucie Włodzimierza Mazura. Mecz zakończył się zwycięstwem Polaków 2:1. Był brany pod uwagę do kadry na Mistrzostwa Świata w 1978 w Argentynie, na które jednak nie pojechał. Grał również w reprezentacji olimpijskiej w eliminacjach do Igrzysk Olimpijskich w 1980 w Moskwie, do których niestety nie udało się zakwalifikować.

### Mecze Tyca w reprezentacji
| Mecze i gole w reprezentacji | Mecze i gole w reprezentacji | Mecze i gole w reprezentacji | Mecze i gole w reprezentacji | Mecze i gole w reprezentacji | Mecze i gole w reprezentacji | Mecze i gole w reprezentacji | Mecze i gole w reprezentacji |
| #                            | Data                         | Miasto                       | Przeciwnik                   | Gol                          | Wynik                        | Rozgrywki                    | Uwagi                        |
| ---------------------------- | ---------------------------- | ---------------------------- | ---------------------------- | ---------------------------- | ---------------------------- | ---------------------------- | ---------------------------- |
| 1.                           | 12 listopada 1977            | Wrocław                      | Szwecja                      |                              | 2-1                          | Towarzyski                   | od 87'                       |

## Kluby
- LZS Milówka – (1965-67)
- Unia Oświęcim – (1967-71)
- AKS Niwka – (1971-72)
- Odra Opole – (1972-81)
- FC Valenciennes – (1981-82)
- Amiens SC – (1982-83)
- SC Argentan